# Língua tosawang
Tonsawang é uma língua Austronésia do extremo norte das Celebes, Indonésia. Pertencem à família Minahasanas das línguas filipinas.

## Nomes
Tonsawang também é conhecido como Tombatu ou Toundanow. O nome Tonsawang significa "pessoas (que) ajudam" ou "pessoas dos campos de arroz", Tombatu significa "pessoas (de) rocha / pedra" e Toundanow significa "pessoas do lago".
Tonsawang é um membro do ramo minahasano da família linguística das Filipinas. É falado por cerca de 9.000 pessoas perto da cidade de Ronoketang, na regência sudeste de Minahasa Tenggara, na província de Sulawesi do Norte, na Indonésia.

## Falantes
Os falantes de Tonsawang são hoje cerca de 9 mil, principalmente adultos mais velhos. Os mais jovens estão mudando para o malaio,, embora possam entender Tonsawang e falá-lo de forma limitada. É usado principalmente em lansia, grupos de oração para maiores de 50 anos e em graus variados em ocasiões formais e cerimoniais, como casamentos, funerais, festivais e outras celebrações. 
Vivem perto da cidade de Ronoketang, regência sudeste de Minahasa Tenggara, província de Sulawesi do Norte

## Educação
Os esforços para revitalizar Tonsawang incluem ensiná-la em escolas, concursos de oratória e uso em igrejas.

## Escrita
A língua usa alfabeto latino numa forma sem as letras D, F, H, Q, V, X, Y, Z. Usa a forma Ng